# Lissonota russula
Lissonota russula là một loài tò vò trong họ Ichneumonidae.